# Васил Левський (Пловдивська область)
Васи́л Ле́вський (болг. Васил Левски) — село в Пловдивській області Болгарії. Входить до складу общини Карлово.

## Населення
За даними перепису населення 2011 року у селі проживали 1575 осіб.
Національний склад населення села:
| Національність   | Кількість осіб | Відсоток |
| ---------------- | -------------- | -------- |
| болгари          | 1336           | 85,9%    |
| турки            | 176            | 11,3%    |
| цигани           | 41             | 2,6%     |
| Всього відповіли | 1556           |          |

Розподіл населення за віком у 2011 році:
Динаміка населення: